# Coelotes alpinus
Coelotes alpinus är en spindelart som beskrevs av Polenec 1972. Coelotes alpinus ingår i släktet Coelotes och familjen mörkerspindlar. Inga underarter finns listade i Catalogue of Life.